# Bruden, Lovisa
Bruden är en ö i Finland.   Den ligger i kommunen Lovisa i den ekonomiska regionen  Lovisa  och landskapet Nyland, i den södra delen av landet, 70 km nordost om huvudstaden Helsingfors.